# Dusičnan plutoničitý
Dusičnan plutoničitý je silně radioaktivní, nestabilní anorganická sloučenina s chemickým vzorcem Pu(NO3)4. Dusičnan plutoničitý se rozpouští ve vodě za vzniku krystalických hydrátů jako tmavě zelených krystalů.

## Příprava
Krystaly tmavě zelené až černozelené barvy pentahydrátu dusičnanu plutoničitého se srážejí při pomalém (dlouhém až měsíce) odpařování roztoku plutonia v kyselině dusičné.

## Fyzikální vlastnosti
Krystaly pentahydrátu dusičnanu plutoničitého se vzorcem Pu(NO3)4•5H2O mají kosočtvernou krystalickou strukturu. Rozpouští se v kyselině dusičné za vzniku tmavě zeleného roztoku a i ve vodě za vzniku hnědého roztoku. Také se rozpouští v acetonu a éteru. 

## Chemické vlastnosti
Při zahřátí na 150–180 °C se dusičnan plutoničitý rozkládá na plutonium za vzniku PuO2(NO3)2. Po odpaření koncentrovaného roztoku kyseliny dusičné, dusičnanu plutoničitého a dusičnanů alkalických kovů vznikají podvojné dusičnany o složení Me2[Pu(NO3)6], kde Me = Cs+, Rb+, K+, Tl+, NH4+, analogicky k dusičnanu amonno-ceričitému.